# L'Almoina de Gaüses
L'Almoina de Gaüses és una obra de Vilopriu (Baix Empordà) declarada Bé Cultural d'Interès Nacional.

## Descripció
Les restes de l'edifici fortificat conegut per "l'Almoina" es troben integrades al conjunt d'una masia, al nord-oest del veïnat de Ponent de Gaüses. Únicament s'hi han conservat part dels murs, bastits amb aparell de carreus rectangulars, que mostren restes d'antigues espitlleres i un portal d'arc de mig punt adovellat.

## Història
L'edifici havia estat possessió de la Pia Almoina de Girona. Probablement fou bastit en els segles XIV-XV.